# Sijo
Sijo (Hangul: 시조; Hanja: 時調) är en koreansk diktform, oftast använd som sångtext till enkla melodier. Diktformen är relaterad till de japanska haiku och tanka och består av tre rader med 14-16 stavelser i varje. Varje rad innehåller fyra grupper av stavelser som ska vara tydligt åtskilda de andra grupperna, men samtidigt flyta bra tillsammans.

## Uppbyggnad
En sijo består som nämnt ovan av tre rader, med ett bestämt antal stavelser i varje rad.
Stavelserna ska vara grupperade så här:
- Första raden  3 4 3 4
- Andra raden  3 4 3 4
- Tredje raden  3 5 4 3

Den första raden introducerar en idé eller koncept, den andra raden utvecklar temat eller presenterar ytterligare ett, och den tredje levererar en ironisk twist eller upplösning.

## Historia
Sijo sträcker sig tillbaka till den senare delen av Koryodynastin (918–1392) och refererade då till populära, kortare sånger  men kom att populariserades under Joseondynastin (1392–1897) i den form som används idag. En av de saker som gjorde formen så populär var att den skrevs i hangul ("koreanska tecken") som utvecklades under 1400-talet, istället för hanja ("kinesiska tecken") som majoriteten av de officiella dokumenten under denna tid var skriven på.
På 1500-talet var de flesta som skrev och framförde sijo kisaeng, kvinnor som utbildats i bland annat konst och musik för att underhålla rika män. Den främsta sjio-poeten från denna tid anses vara Hwang Jini (황진이/黃眞伊).